# 박기현
박기현(1971년 ~ )은 KBS 드라마본부의 프로듀서이다.

## 학력 및 경력
- 반포고등학교
- 한국외국어대학교 신문방송학과 학사
- KBS 드라마본부 프로듀서
- 2024년 KBS 드라마본부장(박장범 신임 사장 후보자 보좌)

## 방송

### 드라마
- 2003년 ~ 2005년 KBS2 청소년 성장드라마 《반올림#1》 ... 공동연출
- 2005년 ~ 2006년 KBS2 청소년 성장드라마 《반올림#2》 ... 공동연출
- 2006년 ~ 2007년 KBS2 청소년 성장드라마 《반올림#3》 ... 공동연출
- 2008년 KBS2 8부작 웹 드라마 《넘버 식스》 ... 공동연출
- 2019년 ~ 2020년 KBS1 저녁 일일연속극 《꽃길만 걸어요》 ... 연출
- 2020년 KBS2 단막극 《드라마 스페셜 2020 그곳에 두고 온 라일락》 ... 연출
- 2021년 KBS2 저녁 일일연속극 《빨강구두》 ... 연출
- 2022년 KBS2 저녁 일일연속극 《태풍의 신부》 ... 연출
- 2024년 KBS1 저녁 일일연속극 《수지맞은 우리》 ... 연출

### 예능
- KBS 1TV 《전국노래자랑》(공동 연출)
- KBS 2TV 《myK Awesome Live》(책임 프로듀서)
- KBS 1TV 《6시 내고향》
- KBS 1TV 《맹꽁서당》
- KBS 2TV 《연예가 중계》